# Simha Ben-Țion
Simha Ben-Țion (Simha Ben-Zion) (n. 27 noiembrie 1870, Telenești – d. 1932, Tel Aviv) a fost un scriitor și jurnalist de limbă idiș și ebraică, originar din Basarabia.

## Biografie
Simha Ben-Țion, născut sub numele Alter Gutman, a fost educat în stil tradițional evreiesc la Telenești, locuind un timp și la Orhei. În anul 1889 a plecat la Odesa, unde a lucrat la școala ebraică împreună cu Haim Nahman Bialik. În curând s-a căsătorit și s-a întors la părinți la Telenești, unde s-au născut cei 5 copii (4 băieți și o fată), inclusiv fiul Nahum Gutman, viitor pictor și sculptor de renume. La începutul anului 1900 a plecat din nou la Odesa, unde lucrează la hederul experimental (școală primară în ebraică), împreună cu Bialik, Ravnițki (1859-1944), Levinski 1858-1910) și înființează editura „Moria", care s-a situat pe strada mare a arnăuților. Ben-Țion a început să scrie la Telenești, concomitent în ambele limbi evreiești, iar prozele sale din acești ani reflectă viața și moravurile Teleneștilor din cea de a doua jumătate a secolului XIX.
În anul 1905 pleacă în Palestina și se instalează la Jaffa, iar casa lui se transformă într-un salon literar. Lucrează ca învățător la școala pentru fetițe din Neve-Țedek (actualmente un cartier al Tel-Aviv-ului) și începe să editeze revista pentru copii Moledet (Patria), fiind redactorul acesteia până  în anul 1912, și prima revistă literară din țară „haOmer". În anul 1910 trece subit în neființă soția sa, Rivka, de îngrijirea copiilor ocupându-se mama acestuia (Mințe Gutman), care vine în acest scop de la Telenești. În această perioadă Ben-Țion se detașează de realism, scrierile lui fiind marcate de simbolizm mistic. Între timp secretar al redacției lui Ben-Țion este nu altcineva decât viitorul laureat al Premiului Nobel pentru literatură Agnon, iar unul dintre noii colaboratori ai redacției este I.H. Brenner. 
Ulterior Ben-Țion se află în vâltoarea evenimentelor litarare, editează almanahuri literare, compune  poeme epice: „Rahel" și „Leviim", nuvele și două romane istorice „Megilat Hanania" (Ruloul Hananiei)  și „Maase HaNezira" (Legenda Exilatului), despre Judith și Olofern.
În anul 1913, la editura Moria din Odesa, a apărut o colecție de legende biblice cu ilustrații (în colaborare cu Bialik și Ravnițki), precum și povestirea „Iesoimim" (Orfanii). În anul următor apare o culegere de opere alese la Tel Aviv. Este preocupat de asemenea de traduceri din germană și idiș, în particulr traduce din idiș o serie de cântece populare. În anii 1922 - 1924 locuiește în Germania. După moarte în anul 1949 apar operele alese ale lui Ben-Țion sub îngrijirea și cu ilustrațiile fiului acestuia Nahum Gutman. Un bulevard din capitala Israelului poartă numele lui  scriitorului.
Printre nepoții lui Ben-Țion se numără:
- Ben Vatenberg (n.1933)- telecomentator și literat american
- Rebeca Shall (n.1929)- actriță